# Gare de Persan - Beaumont
Gare de Persan - Beaumont vasútállomás Franciaországban, Persan településen.

## Vasútvonalak
Az állomást az alábbi vasútvonalak érintik:
- Épinay-Villetaneuse–Le Tréport-Mers-vasútvonal
- Pierrelaye-Creil-vasútvonal

## Kapcsolódó állomások
A vasútállomáshoz az alábbi állomások vannak a legközelebb:
- Gare de Chambly (Gare du Tréport - Mers, Épinay-Villetaneuse–Le Tréport-Mers-vasútvonal)
- Gare de Champagne-sur-Oise (Gare de Pontoise, Paris Gare du Nord, Transilien H)
- Gare de Nointel - Mours (Paris Gare du Nord, Transilien H)
- Gare de Bruyères-sur-Oise (Gare de Creil, Transilien H)
- Paris Gare du Nord